# Липский, Владимир Ипполитович
Влади́мир Ипполи́тович Ли́пский (27 февраля (11 марта) 1863, село Самострелы, Волынская губерния — 24 февраля 1937, Одесса) — украинский учёный, ботаник; член Украинской национальной Академии наук (в 1922—1928 годах — президент) и член-корреспондент Академии наук СССР, директор Одесского ботанического сада.

## Биография
Родился в селе Самострелы Волынской губернии (ныне в Ровненской области) 11 марта 1863 года. Его отец, дед и прадед были священнослужителями.
В 1873 году семья Липских переехала в Житомир. Липский учился в Житомирской гимназии, в 1881 году закончил Коллегию Павла Галагана с золотой медалью, в 1887 году — Киевский университет. Значительное влияние на формирование В. И. Липского как учёного оказал заведующий кафедрой систематики и морфологии растений И. Ф. Шмальгаузен.
С 1887 по 1894 год работал на разных должностях в ботаническом саду Киевского университета: хранителем, ассистентом кафедры ботаники.
С 1889 года участвовал в научных экспедициях на Кавказ и Северный Иран.
В период с 1894 по 1917 годы работал в Главном ботаническом саду Петербурга на должности младшего и старшего хранителя гербария, главного ботаника, а со временем — заведующего отделом живых растений.
Участвовал в научных экспедициях на Кавказ, Алтай и в Среднюю Азию с целью детального изучения высокогорной флоры этих мест.
В 1917 году возвратился на Украину и принял активное участие в создании Украинской академии наук, возглавлял кафедру ботаники Украинской академии наук. В 1922—1928 годах — президент Академии. В 1928—1933 годах — директор Ботанического сада в Одессе.

## Научная деятельность
Научные труды учёного посвящены вопросам флористики, систематики и географии высших растений, гербарной работе, принципам организации ботанических садов, истории ботаники. Одним из первых он дал научное описание флоры Индонезии, Туниса, Алжира, Средней Азии. В частности, Владимир Липский описал 4 новых рода, 220 новых видов растений. Он является автором 82 печатных научных трудов. 45 новых видов растений названы коллегами в честь В. И. Липского.

### Первый киевский период
После окончания университета участвовал в многочисленных научных экспедициях: по Подолью, Бессарабии, Крыму, Кавказу и Средней Азии. В 1889 году вышел первый научный труд Липского: «Исследование о флоре Бессарабии», в котором, в частности, было приведено описание нового вида растений валерианеллы бессарабской (Valerianella bessarabica Lipsky). Ряд отчётов об экспедициях учёный опубликовал в «Записках Київського товариства дослідників природи».
Начиная с 1889 года Владимир Липский несколько раз посетил Кавказ с целью изучения растительного мира этого региона. Результатом путешествий стало описание около 40 новых видов и разновидностей растений. В целях обозначения самобытности кавказской флоры и для проведения сравнительных исследований он побывал также в Северном Иране. Итоги исследования флоры Кавказа опубликовал в монографии «Флора Кавказа. Свод сведений о флоре Кавказа за двухсотлетний период её исследования, начиная от Турнефора и кончая XIX веком». Книга, в частности, содержит полный перечень 4 500 видов растений и точные данные об их распространении. На Кавказе учёный описал три новых рода цветковых растений: Бекетовия (Beketowia), Орториза (Orthorhiza) и Шуманния (Schumannia). Среди новых описанных В. И. Липским растений Кавказа можно отметить диоскорею кавказскую (Dioscorea caucasica), бук восточный (Fagus orientalis), любисток кавказский (Levisticum caucasicum), лапчатку Алексеенко (Potentilla alexeenkoi), тюльпан кавказский (Tulipa caucasica), зверобой понтийский (Hypericum ponticum) и многие другие.

### Петербургский период

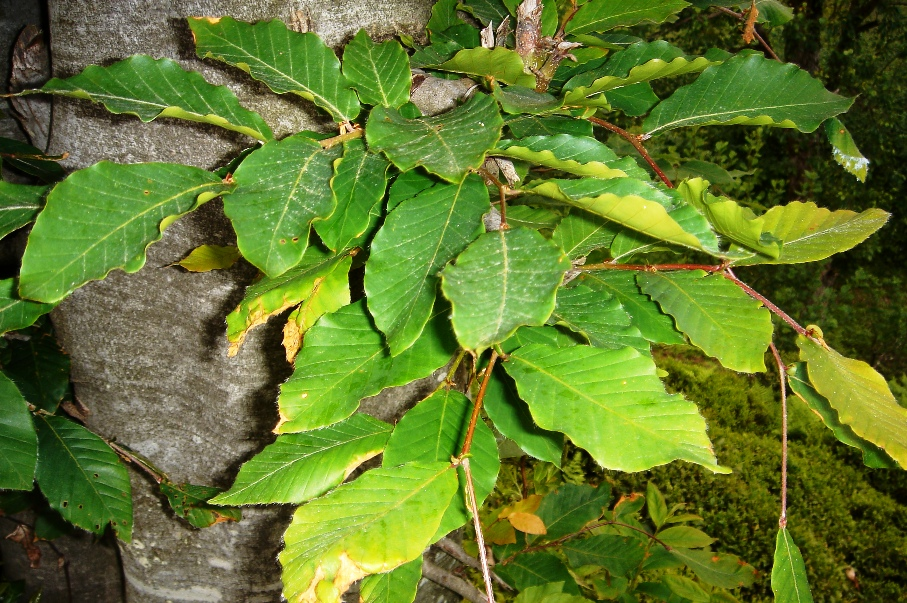
Бук восточный, одно из растений, открытых и исследованных Владимиром Липским

Начиная с 1894 года Липский работал в ботаническом саду Петербурга. В период с 1894 по 1896 годы он продолжил начатые в Киеве исследования флоры Кавказа. С 1896 года начал изучать флору высокогорных районов Средней Азии. Учёный исследовал южные склоны Гиссарского хребта, Памиро-Алай, Тянь-Шань, Джунгарский Алатау, Копетдаг, Ферганскую и Зеравшанскую долины, причём во многих из районов он побывал первым из ботаников. Результатом экспедиций стали более тридцати научных трудов и монографий, в частности, таких:
- «Материалы для флоры Средней Азии»,
- «Флора Средней Азии, то есть Русского Туркестана и ханств Бухары и Хивы»,
- «Горная Бухара».

В этих работах В. И. Липский критически пересмотрел ботанические знания о вышеозначенных регионах, исправил ошибки предыдущих исследователей, описал около ста новых видов и четыре новых рода: Коржинския (Korshinskia), Галагания (Galagania), Козловия (Koslovia), Ладыгиния (Ladyginia). За эти флористические работы Липский В. И. Русским географическим обществом в 1896 году был награждён премией им. Пржевальского.
Большое внимание учёный уделял изучению истории Петербургского ботанического сада и его гербарных фондов и коллекций. Результаты этой работы были опубликованы в следующих трудах:
- «Гербарий С.-Петербургского ботанического сада к концу его 75-летнего существования, 1823—1898»,
- «Исторический очерк С.-Петербургского ботанического сада, 1713—1913»,
- «Биографии и литературная деятельность ботаников и лиц, соприкасавшихся с ботаническим садом».

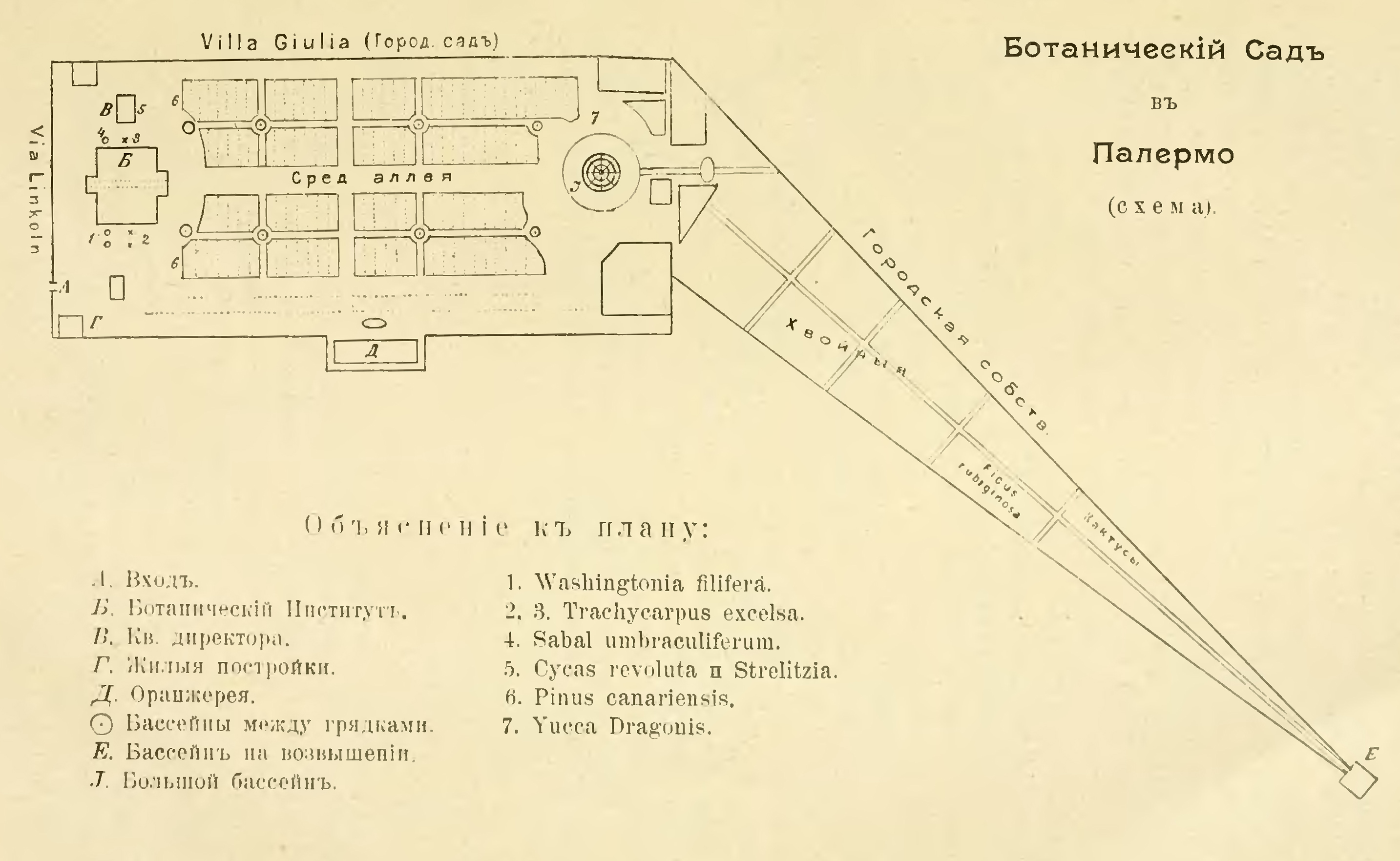
Схема ботанического сада Палермо, выполненная В. И. Липским (1903)

В период с 1900 по 1902 год В. И. Липский посетил разные страны с целью изучения гербариев и ботанических садов. В целом учёный сумел побывать на всех континентах земного шара, кроме Австралии и Антарктиды.

### Второй киевский период
По рекомендации первого президента Украинской Академии наук (УАН) В. И. Вернадского 30 декабря 1918 года на заседании ІІ физико-математического отдела УАН В. И. Липский был избран директором нового ботанического сада в Киеве. Помимо заведования Ботаническим садом Липский также руководил кафедрой цветковых растений ВУАН и принимал активное участие в организации разных академических структур, особенно природного профиля, таких как:
- Комиссия УАН по изучению природных богатств Украины (создана в марте 1919 года),
- Комиссия по изучению фауны Украины,
- Издательская комиссия ІІ отдела УАН,
- Комиссия энциклопедического словаря (руководитель),
- Комиссия по ревизии библиотеки УАН,

состоял представителем академии в Военно-промышленном комитете.
В 1919 году В. И. Липского единогласно избрали действительным членом Украинской Академии наук, в 1920 году — членом правления УАН, а в 1921 году — вице-президентом.
Владимир Липский был инициатором создания Ботанического сада УАН, разработал план сада и начал его практическое создание во дворе Президиума Академии наук по Владимирской улице в Киеве. Нынешний Ботанический сад Академии наук был разбит в 1935 году в киевском районе Зверинец.
В августе 1919 года после выезда секретаря ІІ отдела УАН С. П. Тимошенко за границу В. И. Липский исполнял обязанности секретаря ІІ отдела, а в октябре 1921 года был избран товарищем президента Академии наук Украины. 12 июня 1922 года на общем собрании ВУАН избран её президентом.
Попытки вмешательства советской власти в деятельность научных организаций отразились и на судьбе Липского. Для изучения состояния работы ВУАН была создана комиссия Народного комиссариата образования Украины. В выводах этой комиссии руководство академии, и, прежде всего, Президиум, возглавляемый Липским, в частности, были обвинены в несоблюдении законов советской власти, им это инкриминировалось как политические нарушения. Комиссия предложила незамедлительно объявить перевыборы президента ВУАН, провести новое утверждение состава академиков, установить твёрдую структуру и штаты академии. Партийное руководство считало Владимира Липского «политически инертным» президентом, который передоверил управление академией С. А. Ефремову и А. Е. Крымскому. В 1928 году учёный подал в отставку с должности президента ВУАН.

### Одесский период
21 июня 1928 года, уйдя с должности президента, В. И. Липский выехал в Одессу, где возглавил Одесский ботанический сад. Во время работы в Одессе он внёс значительный вклад в оживление научной работы сада и его расширение, воспитание молодых учёных, упорядочивание гербария.
В 1927—1930 годах В. И. Липский изучал водоросли Чёрного моря (в частности, в районе Карадагской биологической станции), исследовал влияние растительности Атманайского лимана в Азовском море на возникновение и осаждение солей, принимал участие в работах Украинского института по каучуку и каучуконосам. Особенное внимание он уделял исследованию филофоры красной. Эта водоросль стала материалом для изготовления иода и агар-агара, которые в то время ввозили из-за рубежа. Так называемые иодные экспедиции на Чёрном море были проведены в 1930—1931 годах на яхте «Сирена», на судах «Друг жизни» и «Лысковский», и в результате в 1931 году благодаря деятельности Владимира Липского в Одессе был открыт первый на территории Украины иодный завод.
Владимир Липский работал директором Одесского ботанического сада до 1933 года, после чего подал в отставку в связи с нежеланием поддерживать идеи Трофима Лысенко и до самой своей смерти работал научным консультантом ботанического сада в Одессе. В 1936 году он совершил последнюю научную поездку — в Узбекистан и Туркменистан. Умер 24 февраля 1937 года в Одессе.

### Некоторые виды растений, открытые В. И. Липским или названные в его честь
- Астрагал ангренский (Astragalus angreni Lipsky)
- Астрагал новый Липского (Astragalus neo-lipskyanus M.Pop.)
- Бельвалия Липского (Bellevalia lipskyi (Miscz.) E.Wulff)
- Боярышник Липского (Crataegus lipskyi Klokov)
- Бук восточный (Fagus orientalis Lipsky)
- Девясил великолепный (Inula magnifica Lipsky)
- Галагания пахучейшая (Galagania fragrantissima Lipsky)
- Гулявник Липского (Sisymbrium lipskyi N. Busch)
- Ковыль Липского (Stipa lipskyi Roshev.)
- Котовник Липского (Nepeta lipskyi Kudr.)
- Лук Липского (Allium lipskyanum Vved.)
- Молочай химера (Euphorbia chimaera Lipsky)
- Молочай Липского (Euphorbia lipskyi Prokh.)
- Мордовник Липского (Echinops lipskyi Iljin)
- Остролодочник Липского (Oxytropis lipskyi Gontsch.)
- Полынь Липского (Artemisia lipskyi Poljakov)
- Прангос Липского (Prangos lipskyi Korov.)
- Тюльпан Липского (Tulipa lipskyi Grossh.)
- Ясменник Липского (Asperula lipskyana V.I. Krecz.)

## Научные труды
- Липский В. Материалы для флоры Средней Азии = Lipsky W., Contributio ad floram Asiae Meridiae // Тр. Имп. С.–Петербургского бот.  сада = Acta Horti Petropolitani. — СПб.: Типолитография «Герольда», 1900. — Т. XVIII, вып. I. — С. 1—146.
- Липский В. И. Цейлон и его ботанические сады. — СПб.: Изд. Департамента земледелия Г.У.З. и З.; Тип. К. Маттисена, 1911. — 13 л. ил., 280 с.

## Увековечивание памяти
В честь Владимира Ипполитовича Липского названы два новых рода — Липския (Lipskya Nevski) семейства Зонтичные (Apiaceae) и Липскиэлла (Lipskyella Juz.) семейства Астровые (Asteraceae) и 54 новых вида растений, которые вошли во флористические собрания всех стран.
В 1950-е годы могила учёного и надгробный памятник были уничтожены, а место захоронения утеряно. Лишь по просьбе Президиума Академии наук Украины в 1990 году исполком Одесского городского совета принял постановление «Об увековечивании памяти академика Владимира Липского».